# 극장판 해피니스 차지 프리큐어! 인형 나라의 발레리나
《극장판 해피니스 차지 프리큐어! 인형 나라의 발레리나》(일본어: 映画 ハピネスチャージプリキュア! 人形の国のバレリーナ)는 해피니스 차지 프리큐어!의 극장판 애니메이션. 2014년 10월 11일 공개. 큐어 포춘과 글라선이 영화 첫 등장.

## 참고 자료
- “映画 ハピネスチャージプリキュア! 人形の国のバレリーナ” (일본어). 2021년 9월 5일에 확인함.